# Spitzelbach
Der Spitzelbach ist ein Bach in der Stadtteilgemarkung Unterrot von Gaildorf im baden-württembergischen Landkreis Schwäbisch Hall. Nach 2 km langem Lauf etwa nach Nordnordosten mündet er etwas nördlich von Unterrot von rechts in die unterste Fichtenberger Rot, deren letzter Zufluss er ist.

## Geographie

### Verlauf
Der Spitzelbach entsteht etwa 1,3 km südsüdwestlich der Dorfmitte von Unterrot hoch in der bewaldeten Rußklinge auf etwa 455 m ü. NHN. Er läuft auf dem Grund dieser landschaftstypischen Waldklinge, die stark nach rechts ausholt, steil bergab und unterquert dabei zweimal an deren Talschlingen Waldwege. Später grenzt rechts das Hangwaldgewann Spitzelwald an.
Weniger als 200 Meter vor dem Ortsrand Unterrots läuft von links auf nurmehr 387 m ü. NHN der andere Quellast von Südwesten her zu, ein Waldbach ähnlicher Größe und bis zu seiner Unterquerung der B 298 auch ähnlicher Art, der danach aber lange grabenartig zwischen rechtsseits der Bundesstraße und unmittelbar darüber dem Wald und linksseits Hangwiesen verläuft.
Der Spitzelbach ist dort um zwei Meter breit und bis über einen Meter tief ins Gelände eingekerbt, auf seinem Grund liegen Sand und Kies. Er wechselt nun an den Waldrand, dem gegenüber linksseits Wiesen an ihn grenzen, und wird von Schwarzerlen, Ahorn, später auch Kopfweiden gesäumt. Auf beiden Seiten von neueren Siedlungshäusern in etwas Abstand begleitet, läuft er in einem grünen Keil bis nahe an die Unterroter Dorfmitte.
Dort tritt er in eine Verdolung ein, die größtenteils neben oder unter der Bundesstraße das Dorf durchquert. Ab dem nördlichen Ortsende fließt er wieder offen in nun völlig flachem Terrain und zieht als Graben dicht der Trasse der aufgelassenen Oberen Kochertalbahn entlang neben Wiese und Feld zur Linken. Schließlich fließt er neben der Rotbrücke der Bahnlinie und gegenüber der Unterroter Ölmühle auf etwa 328 m ü. NHN von rechts der Fichtenberger Rot zu, weniger als einen halben Kilometer vor deren eigener Mündung.
Der Spitzelbach mündet nach 2,0 km langem Weg mit mittlerem Sohlgefälle von etwa 64 ‰ rund 128 Höhenmeter unterhalb seines Ursprungs in der Rußklinge.

### Einzugsgebiet
Das Einzugsgebiet des Spitzelbachs ist etwa 1,0 km² groß und liegt naturräumlich in den Schwäbisch-Fränkischen Waldbergen, mit dem oberen Teil bis zur Waldgrenze vor Unterrot im Kirnberger Wald des Unterraums Waldgebiet am Mittleren Kocher, mit dem unteren im Unterraum Gaildorfer Becken.
Der höchste Punkt ist das Südwesteck auf der Hochebene um den Weiler Reippersberg auf etwa 478 m ü. NHN. Dort liegen auf offener Hochfläche Felder, doch insgesamt gibt es mehr Wald, der vor allem an den Berghängen steht, als offenes Terrain.
Das Chausseehaus steht auf einem Sporn auf der linken Wasserscheide, ein Teil der Bebauung des Dorfes Unterrot im unteren Teil des Einzugsgebiets, das zur Gänze in der Unterroter Stadtteilgemarkung von Gaildorf liegt.
Reihum grenzen die Einzugsgebiete der folgenden Nachbargewässer an:
- Der Abfluss nach Süden jenseits der Hochebene gelangt über den Bach aus der Säuklinge und den Steigersbach aufwärts der Fichtenberger Rot in den Kocher;
- im Nordwesten fließt der Schelbach etwas oberhalb des Spitzelbachs in die Fichtenberger Rot;
- im Nordosten ist der Kocher vor dem Rotzufluss das nächste offene Gewässer;
- im Südosten grenzt unmittelbares Einzugsgebiet des Steigersbach an.

### Zuflüsse
- (Waldklingenbach aus dem Mohnwiesengehren), von links und Südwesten auf 386,7 m ü. NHN[LUBW 5] am Waldaustritt östlich des Unterroter Chausseehauses, ca. 0,7 km[LUBW 6] und ca. 0,3 km².[LUBW 3] Entsteht auf etwa 450 m ü. NHN etwa 0,6 km südsüdwestlich des Chausseehauses im Waldgewann Mohnwiesengehren. Quert den unteren Steigenschlag der B 298 Gschwend–Gaildorf.

## Geologie
Im Einzugsgebiet des Spitzelbachs ist fast die gesamte Schichtenfolge des Mittelkeupers vertreten. Ganz im Südwesten liegt Stubensandstein (Löwenstein-Formation), talwärts zu folgen dann Obere Bunte Mergel (Mainhardt-Formation), Kieselsandstein (Hassberge-Formation), Untere Bunte Mergel (Steigerwald-Formation), ein schmaler Streifen von Schilfsandstein (Stuttgart-Formation) und zuletzt der Gipskeuper (Grabfeld-Formation); dieser liegt auf dem Talgrund schon nach der ersten Hälfte des Waldlaufs.
An den Einhängen des Kerbtals liegt nur wenig Hangschutt. Im Dorf Unterrot ist der Gipskeuper rechtsseits mit Lösssediment aus dem Quartär überlagert. Im weiten Flachland um die Rotmündung fließt der Spitzelbach schon ein Stück vor der Mündung in der breiten Auenlehmzone um die Rot.

## Natur und Schutzgebiete
Der kleine offene Teil des Einzugsgebietes vom unteren Waldrand bis an den Siedlungsrand von Unterrot liegt im Landschaftsschutzgebiet Rottal zwischen Fichtenberg und Gaildorf mit Seitentälern und angrenzenden Talhängen.
Der offene  Bereich auf der Hochebene um Reippersberg ist Teil eines dort eingerichteten Wasserschutzgebietes.
Das gesamte Einzugsgebiet liegt im Naturpark Schwäbisch-Fränkischer Wald.

### LUBW
Amtliche Online-Gewässerkarte mit passendem Ausschnitt und den hier benutzten Layern: Lauf und Einzugsgebiet des Spitzelbachs

Allgemeiner Einstieg ohne Voreinstellungen und Layer: Daten- und Kartendienst der Landesanstalt für Umwelt Baden-Württemberg (LUBW) (Hinweise)
1. 1 2 3  Höhe nach dem Höhenlinienbild auf dem Hintergrundlayer Topographische Karte.
2. ↑  Länge nach dem Layer Gewässernetz (AWGN).
3. 1 2  Einzugsgebiet abgemessen auf dem Hintergrundlayer Topographische Karte.
4. ↑  Natur teilweise nach dem Layer Geschützte Biotope.
5. ↑  Höhe nach grauer Beschriftung auf dem Hintergrundlayer Topographische Karte.
6. ↑  Länge abgemessen auf dem Hintergrundlayer Topographische Karte.
7. ↑  Schutzgebiete nach den einschlägigen Layern.

### Andere Belege
1. ↑  Hansjörg Dongus: Geographische Landesaufnahme: Die naturräumlichen Einheiten auf Blatt 171 Göppingen. Bundesanstalt für Landeskunde, Bad Godesberg 1961. → Online-Karte (PDF; 4,3 MB)
2. ↑  Geologie nach den Layern zu Geologische Karte 1:50.000 auf: Mapserver des Landesamtes für Geologie, Rohstoffe und Bergbau (LGRB) (Hinweise)